# Moraea algoensis
Moraea algoensis är en irisväxtart som beskrevs av Peter Goldblatt. Moraea algoensis ingår i släktet Moraea och familjen irisväxter. Inga underarter finns listade i Catalogue of Life.